# Seconde Chance (Fernsehserie)
Seconde Chance ist eine französische Fernsehserie, die von 2008 bis 2009 in Frankreich produziert und ab dem 4. Juni 2012 von Einsfestival ausgestrahlt wurde. Seit dem Erfolg von Plus belle la vie auf France 3 wollte jeder französischer Fernsehsender seine eigene tägliche Serie produzieren.
In Frankreich war die Serie zunächst erfolgreich, nach dem vorzeitigen Ausstieg von Caroline Veyt (Alice Lerois), wegen ihrer Schwangerschaft, sanken die Zuschauerzahlen. Ab der 101. Folge war Pascale Michaud (Emilie Marsaud-Broman) die Protagonistin der Serie.
Aufgrund der nun geringen Zuschauerzahlen, hatte TF1 beschlossen, die Produktion der Serie zu stoppen und ihr keine zweite Chance zu geben. Die letzte Episode wurde in Frankreich am 17. April 2009 ausgestrahlt. Ab dem 4. November 2010 wurde sie auf TF1, ab dem 16. August 2011 auf NT1 und ab dem 13. Dezember 2012 auf HD1 wiederholt.
Seconde Chance wurde 2009 für den Emmy nominiert. Die Serie wurde auch in Russland, Japan, Italien und in jüngerer Zeit u. a. in Lettland und Finnland ausgestrahlt.

## Inhalt

### Handlung
Alice Lerois, Hausfrau und Mutter zweier Kinder: Natasha (17 Jahre) und Hadrian (16), hat sich gerade von ihrem Mann getrennt. Um die Bedürfnisse ihrer Familie erfüllen zu können, geht sie auf die Suche nach Arbeit und Erfüllung. In der Werbeagentur Broman & Barow trifft sie ihre beste Freundin aus der Kindheit,
Laetitia Demarsey, CEO bei B & B. Diese bietet ihr einen Job als Sekretärin an, obwohl Alice kaum Kompetenzen in diesem Bereich hat. Nun beginnt der Alptraum für Alice. Laetitia hatte ihr den Job aus Rache gegeben, da Alice ihr in der Jugend ihren Freund Mathieu ausgespannt hatte, den Mann, von dem sich Alice gerade getrennt hat. Nach einem katastrophalen Debüt in der Agentur findet sie allmählich ihren Platz.

### Episodenliste
| Nr. | Deutscher Titel                  | Originaltitel | Erstausstrahlung F | Deutschsprachige Erstausstrahlung (D) |
| --- | -------------------------------- | ------------- | ------------------ | ------------------------------------- |
| 1   | Ein Recht auf eine zweite Chance |               | 29. Sep. 2008      | 4. Juni 2012                          |
| 2   | Zwischen Kind und Karriere       |               | 29. Sep. 2008      | 4. Juni 2012                          |
| 3   | Menü für Matsuro                 |               | 30. Sep. 2008      | 5. Juni 2012                          |
| 4   | Nachtschicht                     |               | 30. Sep. 2008      | 6. Juni 2012                          |
| 5   | Das Sorgenkind                   |               | 1. Okt. 2008       | 7. Juni 2012                          |
| 6   | Ein neues Konzept                |               | 1. Okt. 2008       | 8. Juni 2012                          |
| 7   | Das Mittel zum Zweck             |               | 2. Okt. 2008       | 11. Juni 2012                         |
| 8   | Die rettende Idee                |               | 2. Okt. 2008       | 12. Juni 2012                         |
| 9   | Intrigen und Hadrien             |               | 3. Okt. 2008       | 13. Juni 2012                         |
| 10  | Matsuros Urteil                  |               | 3. Okt. 2008       | 14. Juni 2012                         |
| 11  | Falsches Spiel                   |               | 6. Okt. 2008       | 15. Juni 2012                         |
| 12  | Netter Feierabend                |               | 7. Okt. 2008       | 18. Juni 2012                         |
| 13  | Eine ereignisreiche Nacht        |               | 8. Okt. 2008       | 19. Juni 2012                         |
| 14  | Gerüchteküche                    |               | 9. Okt. 2008       | 20. Juni 2012                         |
| 15  | Wetteife                         |               | 10. Okt. 2008      | 21. Juni 2012                         |
| 16  | Wut im Bauch                     |               | 22. Juni 2012      |                                       |
| 17  | Turbulente Ereignisse            |               | 25. Juni 2012      |                                       |
| 18  | Dicke Luft                       |               | 26. Juni 2012      |                                       |
| 19  | Der Zweck heiligt die Mittel     |               | 27. Juni 2012      |                                       |
| 20  | Eine Hand wäscht die andere      |               | 28. Juni 2012      |                                       |
| 21  | Des Rätsels Lösung               |               | 29. Juni 2012      |                                       |
| 22  | Unverhofft kommt oft             |               | 2. Juli 2012       |                                       |
| 23  | Deadline                         |               | 3. Juli 2012       |                                       |
| 24  | Erwischt                         |               | 4. Juli 2012       |                                       |
| 25  | Wer zuletzt lacht                |               | 5. Juli 2012       |                                       |
| 26  | Ein neuer Trick                  |               | 6. Juli 2012       |                                       |
| 27  | Der erste Tag                    |               | 9. Juli 2012       |                                       |
| 28  | Das neue Angebot                 |               | 11. Juli 2012      |                                       |
| 29  | Wahrheiten                       |               | 11. Juli 2012      |                                       |
| 30  | Altes und neues Unglück          |               | 12. Juli 2012      |                                       |
| 31  | Kritik und Kreativität           |               | 13. Juli 2012      |                                       |
| 32  | Kalt erwischt                    |               | 16. Juli 2012      |                                       |
| 33  | Geständnis auf Raten             |               | 17. Juli 2012      |                                       |
| 34  | In der Zwickmühle                |               | 18. Juli 2012      |                                       |
| 35  | Die geheime Mission              |               | 19. Juli 2012      |                                       |
| 36  | Die Vertretung                   |               | 20. Juli 2012      |                                       |
| 37  | Abgetaucht                       |               | 23. Juli 2012      |                                       |
| 38  | Ein fast perfektes Team          |               | 24. Juli 2012      |                                       |
| 39  | Samiras Rettung                  |               | 25. Juli 2012      |                                       |
| 40  | Das Versteckspiel ist zu Ende    |               | 26. Juli 2012      |                                       |
| 41  | Überall Streit                   |               | 27. Juli 2012      |                                       |
| 42  | Anonyme Drohungen                |               | 30. Juli 2012      |                                       |
| 43  | Von Dichtern und Denkern         |               | 31. Juli 2012      |                                       |
| 44  | Mordgelüste                      |               | 1. Aug. 2012       |                                       |
| 45  | Im Koma                          |               | 2. Aug. 2012       |                                       |
| 46  | Samiras Rauswurf                 |               | 3. Aug. 2012       |                                       |
| 47  | Die große Herausforderung        |               | 6. Aug. 2012       |                                       |
| 48  | Der Countdown läuft              |               | 7. Aug. 2012       |                                       |
| 49  | Marc in Gefahr                   |               | 8. Aug. 2012       |                                       |
| 50  | Alice verschwindet               |               | 9. Aug. 2012       |                                       |
| 51  | Wo ist Natacha                   |               | 10. Aug. 2012      |                                       |
| 52  | Der neue Marc                    |               | 10. Aug. 2012      |                                       |

## Besetzung

### Hauptbesetzung
| Rollenname            | Schauspieler                      | deutsche Stimme  |
| --------------------- | --------------------------------- | ---------------- |
| Alice Lerois          | Caroline Veyt (Episode 1–100)     |                  |
| Emilie Marsaud-Broman | Pascale Michaud (Episode 101–180) |                  |
| Laetitia Demarsey     | Isabelle Vitari                   | Angela Wiederhut |
| Marc Broman           | Sébastian Courivaud               |                  |

### Neben-/Gastrollen
| Rollenname       | Schauspieler              | deutsche Stimme   |
| ---------------- | ------------------------- | ----------------- |
| Vincent Valberg  | Charlie Dupont            | Martin Halm       |
| Mathieu Lerois   | Alexandre Thibault        |                   |
| Natacha Lerois   | Lilly-Fleur Pointeaux     |                   |
| Hadrien Lerois   | Jonathan Demurger         |                   |
| Audrey Audrey    | Julia Vignali             |                   |
| Lionel Montero   | Romain Deroo              | Roman Wolko       |
| Lucie Nemours    | Stéphanie Pasterkamp      | Marieke Oeffinger |
| Koffi Diakité    | David Baiot               |                   |
| Lucas Broman     | Benjamin Egner            |                   |
| Samira Massi     | Hyam Zaytoun              |                   |
| Jacques Barow    | Philippe Bardy            |                   |
| Catherine Peyret | Manoelle Gaillard         |                   |
| Bernard Peyret   | Jean-Pierre Malignon      |                   |
| Carlo Panetti    | Jean-Louis Tribes         |                   |
| Luigi Panetti    | Julien Gueris             |                   |
| Hugo Meyer       | Jean-Baptiste Shelmerdine |                   |
| Anne Broman      | Marie Lenoir              |                   |
| Tony Cypris      | Gaetan Wenders            |                   |
| Soren Nykvist    | Oliver Sabin              |                   |
| Louise Martineau | Patricia Malvoisin        |                   |
| Alizé Marsaud    | Charlène Francois         |                   |
| Victor Bosson    | Stéphane Brel             |                   |
| Yoann Maupiat    | Florent Arnoult           |                   |

| Rollenname        | Schauspieler         | deutsche Stimme |
| ----------------- | -------------------- | --------------- |
| Matsuro           | Santha Leng          | Niko Macoulis   |
| Delcourt          | Vincent Jouan        |                 |
| Paul              | Franck Monsigny      |                 |
| Elisa             | Catherine Buguen     |                 |
| Aona              | Élodie Fontan        |                 |
| Nicole Bate       | Juliette Delacroix   |                 |
| Léa               | Olivia Tusoli        |                 |
| Stéphane Lansac   | Pierre-Marie Mosconi |                 |
| Philip Broman     | Serge Maillat        |                 |
| Seydou Diakité    | Jean-Jacques Bathie  |                 |
| Victoria Manson   | Catherine Epars      |                 |
| Carole            | Tadrina Hocking      |                 |
| Julien Serignolle | Thierry Baumann      |                 |
| Valentin Lambert  | Geoffroy Guerrier    |                 |
| Daphné Juliani    | Carole Bianic        |                 |
| Tony              | Gaetan Wenders       |                 |
| Elle-même         | Natasha Saint-Pier   |                 |
| Kimiko Matsuro    | Audrey Giacomini     |                 |
| Alexandra/Alexia  | Stéfi Celma          |                 |
| Nora              | Sheryfa Luna         |                 |
| Pauline           | Valérie Bègue        |                 |
| Malak             | Claude Bel           |                 |
| Melle Blitz       | Isabelle Gomez       |                 |
| Velérie           | Selma Kouchy         |                 |

## Internationale Ausstrahlung
| Land        | Titel               | Sender                   | Offizielle Seite                   |
| ----------- | ------------------- | ------------------------ | ---------------------------------- |
| Frankreich  | Seconde Chance      | TF1                      | Offizielle Internetseite           |
| Belgien     |                     | RTL TVI, Plug RTL        |                                    |
| Deutschland | Seconde Chance      | Einsfestival, Romance TV |                                    |
| Finnland    | Uusi elämä          | SuomiTV                  | Finnische offizielle Internetseite |
| Italien     | Seconde chance      | Rai 3                    | Seite auf rai.it                   |
| Japan       | セカンド☆チャンス！ | LaLa TV                  | Seite auf lala.tv                  |
| Lettland    | n. d.               | Latvijas Televīzija      | -                                  |
| Moldau      | A doua şansă        | Moldova 1                | -                                  |
| Russland    | n. d.               | Tv 100                   | -                                  |
| Ungarn      | Alice új élete      | TV3 (Viasat)             | -                                  |